# Сероцький плацдарм
Сероцький плацдарм — один із двох плацдармів на західному березі річки Нарва, поблизу містечка Сероцьк, що на 40 кілометрів північніше Варшави, був захоплений у вересні 1944 року частинами 1-го Білоруського фронту (командував маршал СРСР Костянтин Рокоссовський). В воєнній літературі часто об'єднується із Ружанським у один під назвою Наревський.

## Перебіг боїв
На світанку 5 вересня 1-а гвардійська мотострілецька бригада 1-го танкового корпусу з ходу форсує річку Нарва північніше Сероцька та захоплює плацдарм, котрий мав 700 метрів по фронту та до 500 м вглиб. Після цього на плацдарм переправляються передові загони 105-го стрілецького корпусу 65-ї армії (командував генерал Павло Батов) — зокрема, 44-а гвардійська стрілецька дивізія (керував генерал Володимир Борисов). До кінця дня підрозділи 65-ї армії форсують Нарву по всьому фронту між Пултуськом та Сероцьком; до 9 вересня у ході важких боїв Сероцький плацдарм був збільшений — по фронту до 25 кілометрів та 18 км вглиб. Командир стрілецького взводу Магомет Гамзатов з передовою ротою 6-го та 7 вересня відбивав контратаки нацистів, доки не підійшли головні сили танкового корпусу та інженерні частини. Після цього бою було зареєстровано 86 трупів нацистських вояків, ще 25 було полонено, захоплено 2 станкових кулемети, 16 було знищено; три бійці батальйону за бої на плацдармі були представлені до звання Героя СРСР, самому Гамзатову Героя Росії вдостоїли аж у 1997. Серед представлених — майор Микола Григор'єв; разом з бійцями свого відділення одними з перших переправилися через Нарву біля села Корневець, згодом захопили Погожелець, в бою було полонено 26 нацистських вояків.
Задля ліквідації плацдарму нацистське керівництво зосереджує 3 піхотні дивізії, 3 танкові, окрему танкову бригаду — до 400 гармат й САУ, ці сили 4 жовтня здійснюють одночасні контрудари з заходу, північного заходу та південного заходу, в ході яких було полонено багато червоноармійців. 12-а зенітна артилерійська дивізія (генерал Олександр Петров) приймає наступальний удар, в кількаденних боях було знищено 11 танків, переважно Panzer VI Tiger, 4 автомобілі та 1 трактор, радянські артилеристи втратили 5 гармат. В тих боях загинув капітан Олександр Забронський (посмертно Герой СРСР).
До 10 жовтня німецьким силам вдалося відтіснити червоноармійців 65-ї армії на 3-4 кілометри; в цьому часі радянські війська переходять в наступ з Ружанського плацдарму. Нацистське командування змушене перегрупувати свої танкові сили в напрямі Ружанського плацдарму; за цих умов 65-а армія, посилена 8-м гвардійським танковим корпусом та частиною сил 70-ї армії, котрі були переведені на Сероцький плацдарм 14 жовтня починають наступ із завданням сприяти військам, що наступали з Ружанського плацдарму та об'єднання обидвох плацдармів.
Для бойових дій в міжріччі Нарви, Західного Бугу та Вісли, задіюються кораблі Дніпровської військової флотилії. Кораблі були вивантажені біля Треблінки, звідти катери добиралися своїм ходом, попереду йшли мінери та знешкоджували загородження, шлях зайняв до 4-х тижнів, під Сероцьк підійшли в першій половині жовтня.
18 жовтня починається радянський наступ з Сероцького плацдарму, в артпідготовці брали і «катюші», встановлені на артилерійських катерах.
Опівдні 20 жовтня з 4-х артилерійських катерів та 5-ти напівглісерів з Нарви були обстріляні в Сероцьку німецькі позиції, під вечір висаджений десант та зайнято Сероцьк, в швидкому часі після того катери флотилії рушили в напрямі Зегже (Zegrze).
В ході боїв до 26 жовтня плацдарм був дещо розширений по фронту та вглиб, однак злучити його з Ружанським не вдалося.
Авіаційне прикриття плацдарму в цьому часі здійснювали льотчики 11-ї гвардійської авіаційної штурмової дивізії (підполковник Олександр Наконечников).
1945 року під час Млавсько-Ельбінзької операції з плацдарму частини 65-ї та 70-ї армій Другого Білоруського фронту здійснили удар по противнику.